# 約翰密傳
《約翰密傳》是帶有基督教色彩，成書於二世紀關於秘密教導的諾斯底主義（靈知主義）的有兩個不同版本的作品。此書的開首如此寫：「這是救主的教訓，是奧秘的啟示，也是隱藏在靜寂中的事；他教導他的門徒約翰的這些事也是如此。」約翰在此書中隨即被稱為「西庇太的兒子，雅各的兄弟約翰」。其中的一個版本被認為是原版，而另一份則被認為是增修版。雖然兩個版本的主題相同，但較晚的版本被重寫以致兩個版本的《約翰密傳》中只有很少的字眼和語句是相同的。

## 外部連結

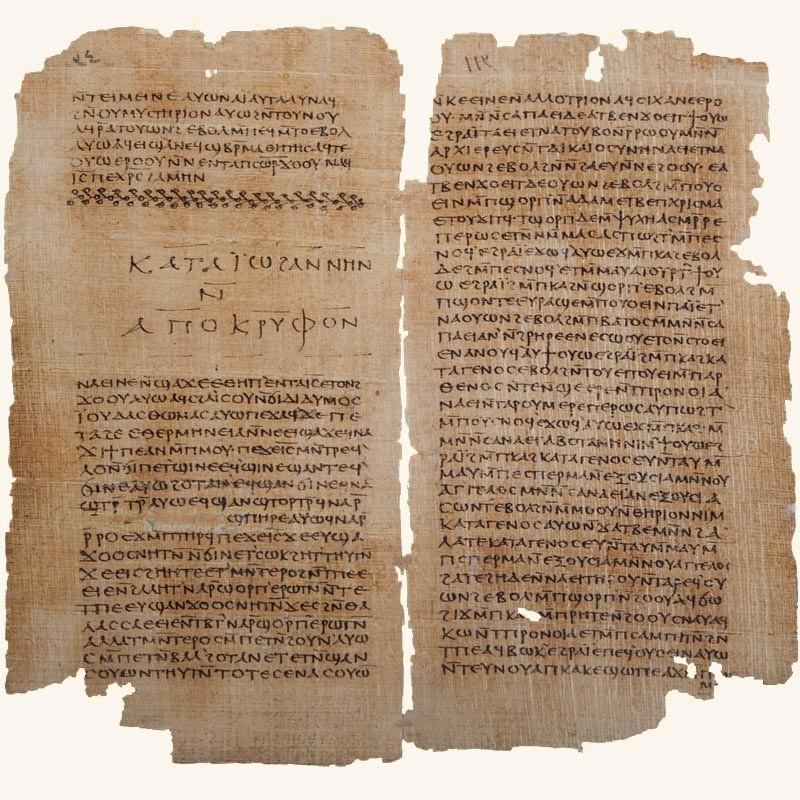
约翰密传 2世纪

- Early Christian Writings: （页面存档备份，存于） Apocryphon of John